# Rörelsen för demokratisk förändring

MDC:s flagga

Rörelsen för demokratisk förändring (engelska: Movement for Democratic Change (MDC)), är ett zimbabwiskt politiskt parti .
Partiet grundades 1999 med Morgan Tsvangirai som partiledare för att utmana Robert Mugabes regerande Zanu-PF.
I parlamentsvalet 2000 fick MDC 57 av 120 platser i parlamentet. Det var första gången sedan 1980-talet som något oppositionsparti fick mer än bara ett fåtal platser i parlamentet. Partiet splittrades 2005 i två fraktioner ledda av Tsvangirai respektive Arthur Mutambara. I 2008 års val förlorade Tsvangirai enligt officiella siffror presidentvalet men utökade sitt stöd i parlamentet till en majoritet.